# Apulej
Apulej iz Madavra (latinsko Lucius Apuleius Madaurensis), rimski pisatelj, filozof in retorik, * ok. 125, Madaver, † ok. 170, Kartagina. 
Prihajal je iz Madaura, Alžirija. V Atenah je študiral platonizem in potoval po egejskih otokih, Mali Aziji in Italiji. Prelomni dogodek njegovega življenja predstavlja obtožba uporabe magije. 
Njegovo najpomembenjše delo je roman z naslovom Metamorfoze, znan tudi kot Zlati osel. Povezuje smešne dogodivščine Lucija, ki eksperimentira s čarovnijo in se pomotoma spremeni v osla.

## Življenje
Lucij Apulej je bil rimski pisatelj, filozof in govornik. Rojen je bil okoli leta 125 v premožni meščanski družini iz kolonije Madaver (Madauros) v severni Afriki, današnja Alžirija. Njegov oče je bil pokrajinski sodnik, ki je po svoji smrti sinovom zapustil dva milijona srebrnikov. 
Njegovo življenje je bilo razgibano, pisateljsko plodno. Prve učenosti je nabiral v šolah ugledne Kartagine, kasneje pa ga je pot vodila po drugih pokrajinah Rimskega imperija. V Atenah je pozneje študiral platonistično filozofijo. Potoval je po egejskih otokih ter Mali Aziji in se nato za nekaj časa namestil v Rimu, kjer se je odlikoval kot literat in govornik. 
Potoval je tudi v Aleksandrijo, kjer je zbolel. Zanj je skrbel njegov prijatelj Sicinij Pontijan. Kasneje se je Apulej v mestu Oja poročil s Sinicijevo materjo, Pudentilo, ki je bila bogata vdova. Zaradi te poroke so proti njemu sprožili postopek in ga obtožili čarovništva, o čemer podrobno govori v svojem spisu Apologija. Zaradi lastne obrambe pa je bil kasneje oproščen. Po tem se ga je prijel naziv mogočnega čarovnika. 
O njegovi kasnejši karieri je znanih le malo podatkov. Svoja zadnja leta je preživel v Kartagini, kjer je užival slavo kot govornik in celo v rojstnem kraju so mu postavili spomenik. Svoja dela je pisal v grščini in latinščini, vendar se jih je le osem ohranilo v latinskem jeziku. Z delom Metamorfoze pa se je zapisal v zgodovino svetovne književnosti. Umrl je okoli leta 170.

## Dela

### Zlati osel
Apulejevo najpomembnejše delo je Metamorfoze, ki je edini v celoti ohranjeni roman v latinščini. Že v antiki se ga je prijelo ime Zlati osel.  Antični roman je nastal v pisateljevem zrelem obdobju, verjetno kmalu po letu 161. Napisan je v 11 knjigah, kot  priredba  na Lukios ali osel, enega od spisov sodobnika Lukijana. Poleg ostalih vsebuje znano zgodbo o Erosu in Psihi.

### Druga dela:

#### Florida (Cvetnik)
Skupek 23 vzorcev iz njegovih slavnostnih govorov in deklaracij. 

#### Apologia (Apologija)
To delo predstavlja Apulejevo obrambo proti svojim nasprotnikom na sodišču. V njem se sklicuje tudi na magijo. 

#### De Deo Socratis (O Sokratovem bogu)
Spis obravnava bivanje in sredniško vlogo duhov in se ukvarja z vprašanjem, kaj je Sokratov daimonion. Delo je sestavljeno iz treh delov.

#### De mundo (O svetu)
To delo obravnava vprašanje enega samega boga, ki vlada svetu. 

#### De Platone et eius dogmate (O Platonu in njegovem nauku)
To delo je v dveh knjigah in je sistematičen prikaz v Apulejevem času priznanega nauka platonizma srednje Akademije. 

#### Asclepius (Asklepij)
Latinski prevod ali priredba nekega grškega spisa, v katerem bog Hermes Trismegistos poučuje svojega učenca o kozmologiji, teologiji in eshatologiji. Apulejevo avtorstvo je negotovo.

#### Peri Hermeneias (O razlagi)
Učbenik formalne ligike v tradiciji aristotelsko-peripatetične šole. Tudi avtorstvo tega spisa je sporno. 
Apulej je napisal tudi veliko drugih del, ki pa se niso ohranila. Prežeta so s platonsko filozofijo, kar je še posebej vidno v njegovih filozofskih besedilih. Pisal je tudi poezijo in prozo. Ukvarjal se je s pisanjem razprav o politiki, medicini, agrokulturi, astronomiji in glasbi.